# David Royle
David (James) Royle (Salford (Manchester), 16 juni 1961 - 22 december 2017) was een Britse acteur, vooral bekend door zijn rol als de homoseksuele politieman Wield (Wieldy) in de politieserie Dalziel and Pascoe. Na seizoen acht van deze serie had Royle er genoeg van om eeuwig een bijrol te blijven spelen en vertrok.
Royles familie vertrok van Salford, Manchester naar Blackpool in de jaren 60 van de twintigste eeuw, waar Royle de Tyldesley Junior & High school bezocht. Op zijn zestiende jaar begon hij een loopbaan in de autotechniek, maar dat boeide hem niet.
In 1983 begon Royle te werken bij het Britse leger en wel bij de Royal Artillery, hij diende drie jaar onder andere in het Verenigd Koninkrijk, Duitsland en Afrika. Na zijn diensttijd ging Royle werken aan een acteursloopbaan en begon een training van twee jaar aan het St Annes College of Art in Lancashire. Daarna bezocht hij drie jaar The Drama Centre in Londen, bij Yat Malmgren en Christopher Fettes als leraren, en trad daarna op in verschillende rollen. Sedert 1991 werkte Royle voor toneel, filmoptredens en radio.
Vanaf 1997 werkt hij als executive producer voor het programma National Geographic Explorer van National Geographic Television & Film.

## Filmografie
- London’s Burning 1988
- The Knock, als douane-officier, 1994
- Timewatch, 1995
- Soldier Soldier, 1995
- Coogan’s Run, 1995
- The Bill, 2 afleveringen 2001 en 2005
- Cold Lazarus, 1996
- Dalziel and Pascoe als DS Edgar Wield in 29 afleveringen 1996-2002
- Stormbreaker, als special forces agent, 2006